# Sunday’s River Valley
Sunday’s River Valley – gmina w Republice Południowej Afryki, w Prowincji Przylądkowej Wschodniej, w dystrykcie Sarah Baartman. Siedzibą administracyjną gminy jest Kirkwood.